# Stazione di Capaci
La stazione di Capaci è una fermata ferroviaria a servizio del comune di Capaci. È situata nel centro cittadino, all'incrocio tra via Kennedy e via Primo Carnera.
Sostituisce la precedente stazione di Capaci, istituita nel 1880 e soppressa nel 2015.

## Storia
È stata aperta ufficialmente il 28 novembre 2021; dal giorno successivo vi effettuano fermata tutti i treni regionali della relazione Palermo-Trapani

## Struttura e impianti
La stazione è costituita da due banchine sotterranee della lunghezza di 125 metri ciascuna, raggiungibili da due ingressi di superficie separati.

## Movimento
La fermata è servita dai treni del servizio ferroviario metropolitano, cadenzati principalmente a frequenza semioraria.